# 전기 피아노

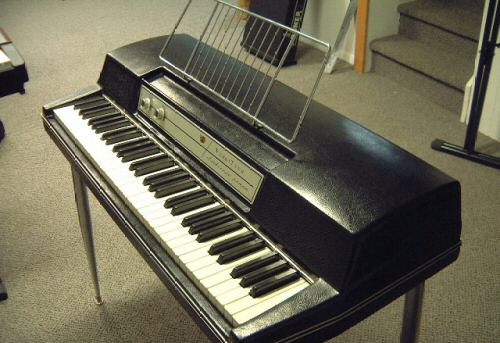

전기 피아노(電氣 piano, Electric piano) 독일의 W. 네른스트가 1930년경 고안한 것으로, 타현진동(打弦振動)을 자석과 코일로 된 전자픽업(電磁 pick up)을 이용, 전기 진동으로 바꾸는 것이 그 원리이다. 현대에는 PCM 파형을 음원으로 하는 전자 피아노가 주종으로 기존 아날로그 음원의 피아노와 구분하기 위해 디지털피아노라고도 명칭되며 건반수가 52개가 안되는 키보드나 신디사이저와는 차별되고 있다.

## 같이 보기
- 전기 그랜드 피아노
- 디지털 피아노
- 전자 피아노